# ダフネ (小惑星)
ダフネ (41 Daphne) は小惑星帯（メインベルト）の比較的大きい小惑星。1856年にパリ天文台でヘルマン・ゴルトシュミットにより発見された。表面が暗いため、炭素質隕石と構成が似ているのではないかと考えられる。研究者によっては、ダフネないし (36) アタランテに代表される小規模な小惑星族が存在するとされることがある。
自らの体を月桂樹の体に変えたギリシア神話のニンフ、ダプネーにちなんで名づけられた。
ダフネによる恒星の掩蔽は1990年代に三回観測され、2008年4月2日にも日本で観測された。観測点による光度変化の違いから見るに、ダフネはかなり変わった形をしていると考えられている。
2008年3月28日にケックII望遠鏡による観測で衛星が発見され、S/2008 (41) 1という仮符号が付けられた。その後、2019年3月にPeneiusと名付けられた。
衛星の直径は2km以下で、主星から500kmほど離れた軌道を1.6日ほどの周期で回っていると考えられている。